# Adi Yona
Adi Menachem Yona (in ebraico עדי מנחם יונה‎?; Gerusalemme, 17 aprile 2004) è un calciatore israeliano, centrocampista del Beitar Gerusalemme.

## Carriera

### Club
Yona è cresciuto nel settore giovanile del Beitar Gerusalemme, con cui ha firmato il primo contratto professionistico nel maggio del 2021. Ha debuttato il 19 dicembre dello stesso anno nell'incontro di Coppa d'Israele vinto 2-1 contro l'Hapoel Afula. A partire dalla stagione seguente è stato promosso definitivamente in prima squadra ed il 3 aprile 2023 ha segnato il suo primo gol nel successo per 2-0 contro l'Hapoel Haifa.

### Nazionale
Ha giocato nelle nazionali giovanili israeliane Under-18, Under-19 ed Under-21.

## Statistiche

### Presenze e reti nei club
Statistiche aggiornate al 21 luglio 2024.
| Stagione        | Squadra            | Campionato      | Campionato | Campionato | Coppe nazionali | Coppe nazionali | Coppe nazionali | Coppe continentali | Coppe continentali | Coppe continentali | Altre coppe | Altre coppe | Altre coppe | Totale | Totale | Totale |
| Stagione        | Squadra            | Comp            | Pres       | Reti       | Comp            | Pres            | Reti            | Comp               | Pres               | Reti               | Comp        | Pres        | Reti        | Pres   | Reti   |        |
| --------------- | ------------------ | --------------- | ---------- | ---------- | --------------- | --------------- | --------------- | ------------------ | ------------------ | ------------------ | ----------- | ----------- | ----------- | ------ | ------ | ------ |
| 2021-2022       | Beitar Gerusalemme | LHA             | 1          | 0          | CI+TC           | 1+0             | 0               |                    | -                  | -                  |             | -           | -           | 2      | 0      |        |
| 2022-2023       | Beitar Gerusalemme | LHA             | 24         | 1          | CI+TC           | 5+4             | 0               |                    | -                  | -                  |             | -           | -           | 33     | 1      |        |
| 2023-2024       | Beitar Gerusalemme | LHA             | 31         | 6          | CI+TC           | 1+1             | 0               | UCL                | 2                  | 0                  | SI          | 1           | 0           | 36     | 6      |        |
| Totale carriera | Totale carriera    | Totale carriera | 56         | 7          |                 | 12              | 0               |                    | 2                  | 0                  |             | 1           | 0           | 71     | 7      |        |

## Palmarès

### Club

#### Competizioni nazionali
- Gvia HaMedina: 1

Beitar Gerusalemme: 2022-2023